# Robert Roth
Robert Roth (5 de juliol de 1898 - Nidau, Cantó de Berna, 17 de novembre de 1959) va ser un lluitador suís, especialista en lluita lliure, que va competir a començaments del segle xx. Era germà dels també esportistes olímpics Fritz i Hans Roth.
El 1920 va prendre part en els Jocs Olímpics d'Anvers, on va guanyar la medalla d'or en la competició del pes pesant del programa de lluita lliure.
Roth fou campió nacional de schwingen, una modalitat de lluita suïssa, el 1919 i 1921. Entre 1922 i 1927 va competir professionalment, però posteriorment tornà a l'amateurisme i guanyà el títol nacional de lluita el 1928 i 1931.